# Messe Nr. 3 (Schubert)
Die Messe Nr. 3 in B-Dur D 324 ist eine Messvertonung für Soli, Chor und Orchester von Franz Schubert aus dem Jahr 1815.
Dieses Werk entstand kurz vor dem Singspiel Die Freunde von Salamanka und dem Erlkönig. Bei der Uraufführung der Messe in der Lichtentaler Pfarrkirche wirkte auch Schuberts Jugendliebe Therese Grob als Sopranistin mit.